# Gremio dei fabbri
Il gremio dei fabbri è un'antica corporazione di arti e mestieri della città di Sassari ("gremio").

## Storia
Il gremio dei fabbri vanta lo statuto più antico tra le corporazioni di Sassari, risalente al 1521, mentre le ordinanze su questo mestiere sono risalenti ai codici di Ugone III de Bas-Serra del 1381.
Il gremio, dopo una pausa di circa 40 anni (durante i quali operava esclusivamente per organizzare la messa in onore del patrono sant'Eligio), ha ripreso a svolgere le proprie attività nella cattedrale di San Nicola, dove si era trasferito il 18 luglio 1515, mentre in precedenza festeggiava nella chiesetta di Sant'Eligio fuori le mura.

## Ricorrenze
La "festa maggiore" si svolge il 1º dicembre, festa del patrono sant'Eligio, con la nomina dell'"operaio maggiore".
Il 25 giugno si svolge invece la "festa piccola", con la nomina dell'operaio minore".
Anticamente questa corporazione eleggeva i suoi capi mastri il giorno del Corpus Domini con un sorteggio che si teneva nella chiesetta di Sant'Eligio.

## Bandiera e costumi
La bandiera è color amaranto e contiene l'effigie di Sant'Eligio; la divisa dei gremianti è di foggia spagnolesca e si compone di cappa, casacca, bottoniera (in damasco nero per gli anziani e rosso per i novizi), pantaloni al ginocchio neri e cappello alla don Basilio.

## Partecipazione alla faradda
In virtù della tradizione storica e delle attività del gremio nel periodo delle pestilenze, lo stesso è stato autorizzato a partecipare alla storica faradda con un proprio candeliere, il quale è stato benedetto nella cattedrale il 2 dicembre del 2006 dall'arcivescovo di Sassari, Paolo Atzei.

### Candeliere
Il candeliere è di color rosso fuoco, elemento del lavoro dei fabbri
Diversamente dagli altri candelieri, rimane addobbato per la festa sino al termine della festivita di Sant'Eligio. Risiede nella cappella di Sant'Eligio nel duomo di Sassari.
La base del candeliere è ornata con finiture e quadrati color oro.
Al centro di ogni quadrato color oro vi è una torre, simbolo di Sassari, controllata da due grifoni rampanti. Sopra questo riquadro, la scritta "Gremio dei Fabbri".
Il fusto reca sulla fronte l'effigie del vescovo sant'Eligio e sul retro i simboli della maestranza.
Su tutto il fusto sono disegnati dei motivi decorativi color oro.
Sui lati dell'ottagono che costituisce il capitello del candeliere sono riportate delle placche in bassorilievo con impressi alternatamente Sant'Eligio e i simboli della maestranza.
Le banderuole che lo sormontano, simboli dei passati "obrieri maggiori" sono di vari colori: bianche, verdi, rosse, gialle e blu.il candeliere e del pesa 256kg con stanghe completamente addobbato e 226 kg senza stanghe.

## Altri gremi dei fabbri e affini
Altri gremi dei fabbri (o dei fabbri e affini) della Sardegna sono:
- Alghero: denominato gremio di sant'Aloy, gemellato con quello di Sassari e riguardante anche gli orafi.
- Cagliari: gremio degli argentari e orefici, antica corporazione oggi estinta
- Iglesias: gremio degli orafi e argentieri, partecipante alla discesa dei candelieri nella città sulcitana, ma in attesa di candeliere.

## Galleria d'immagini

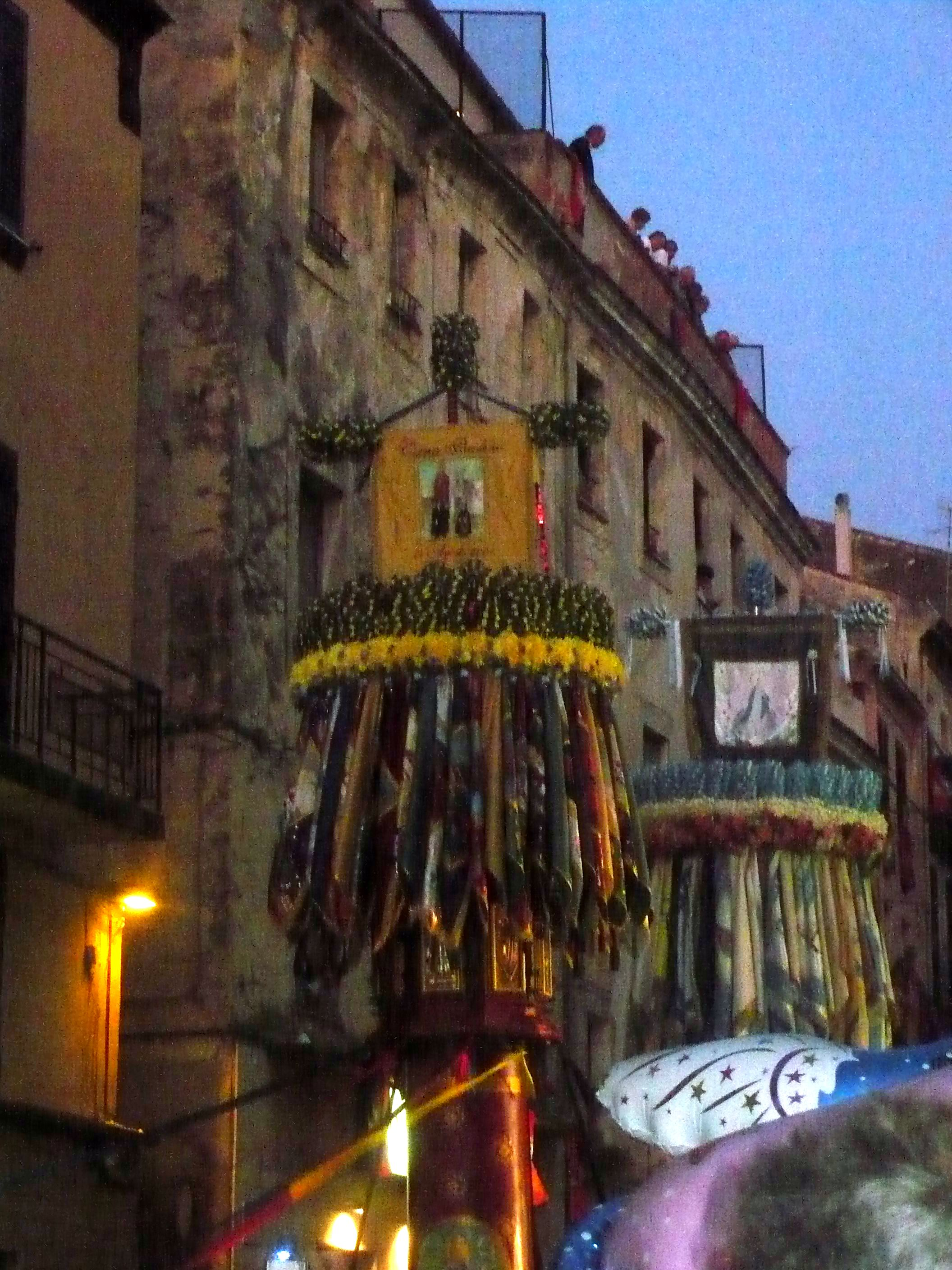
il candeliere durante la faradda del 2009
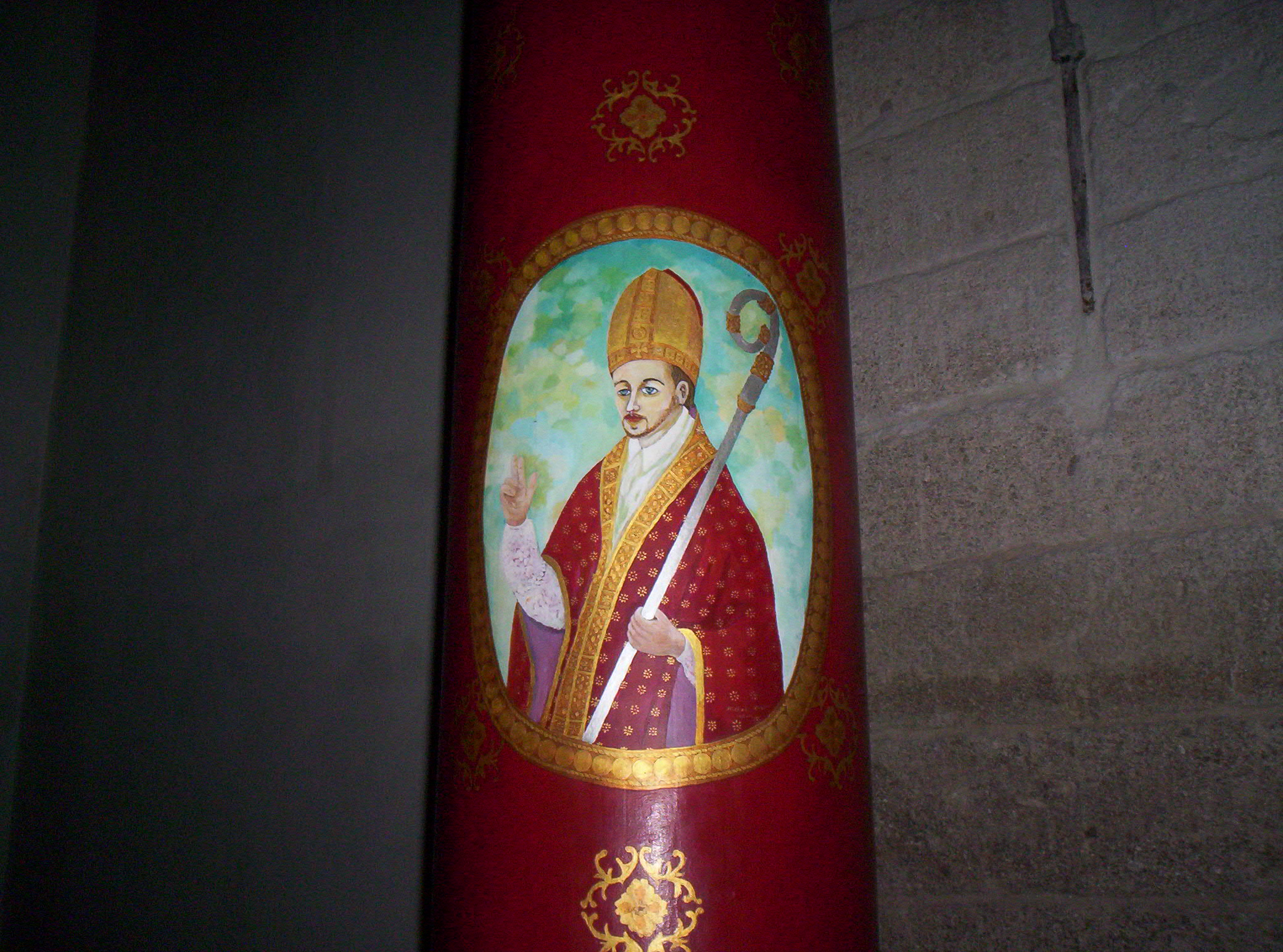
Il riquadro con Sant'Eligio sul fusto del candeliere
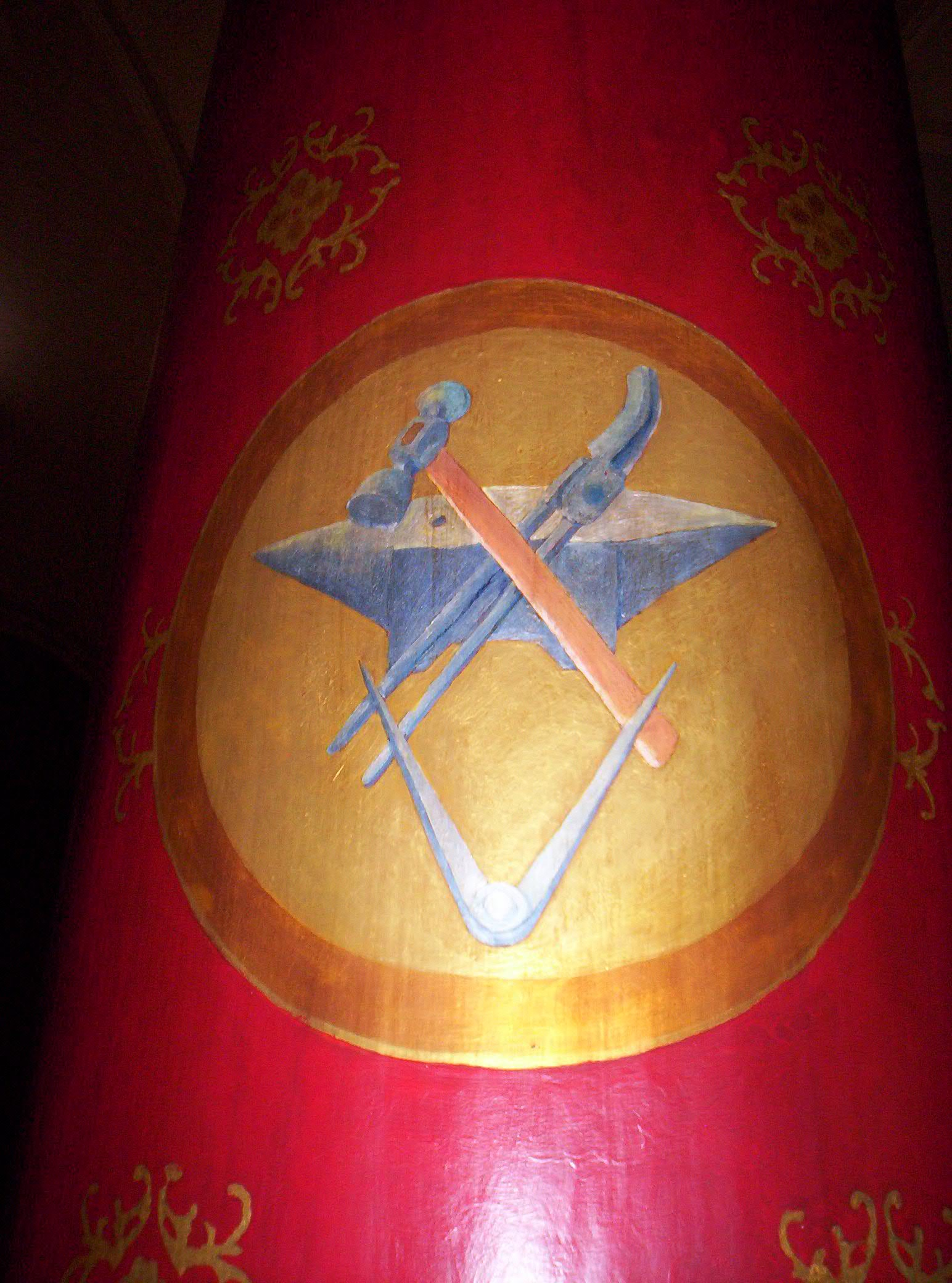
Simboli dei fabbri nel fusto del candeliere
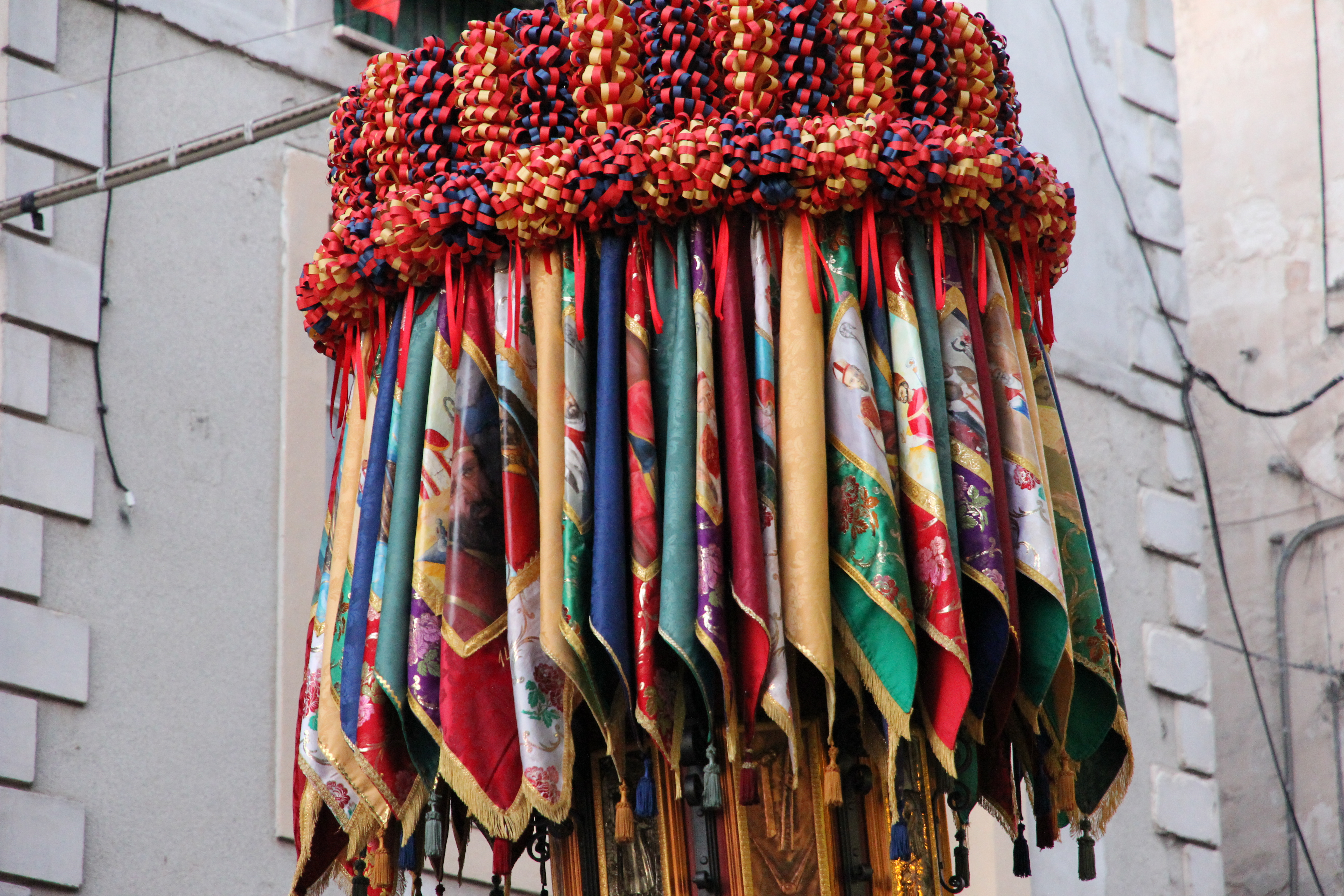
Capitello ornato del candeliere
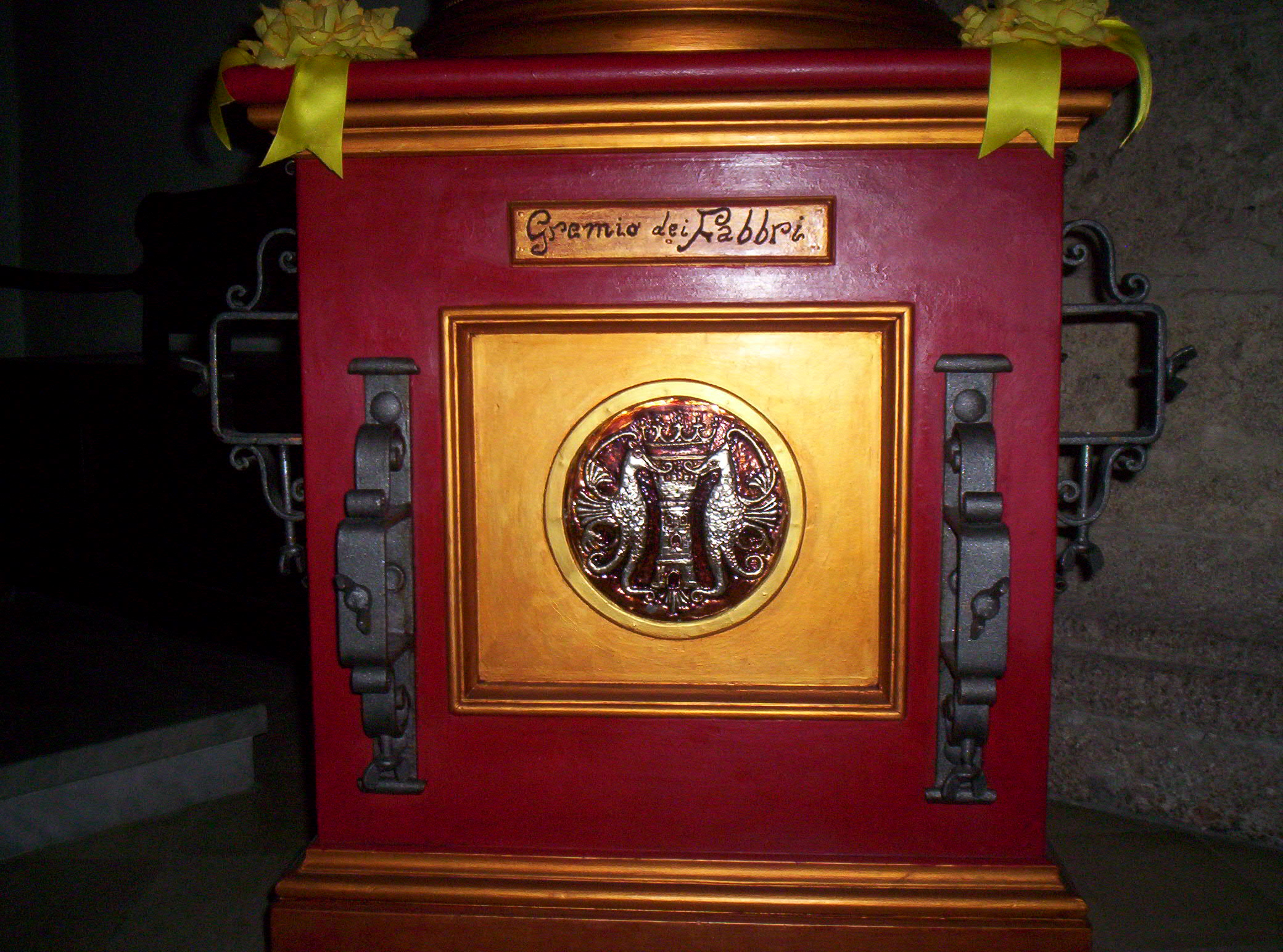
Base del candeliere dei Fabbri
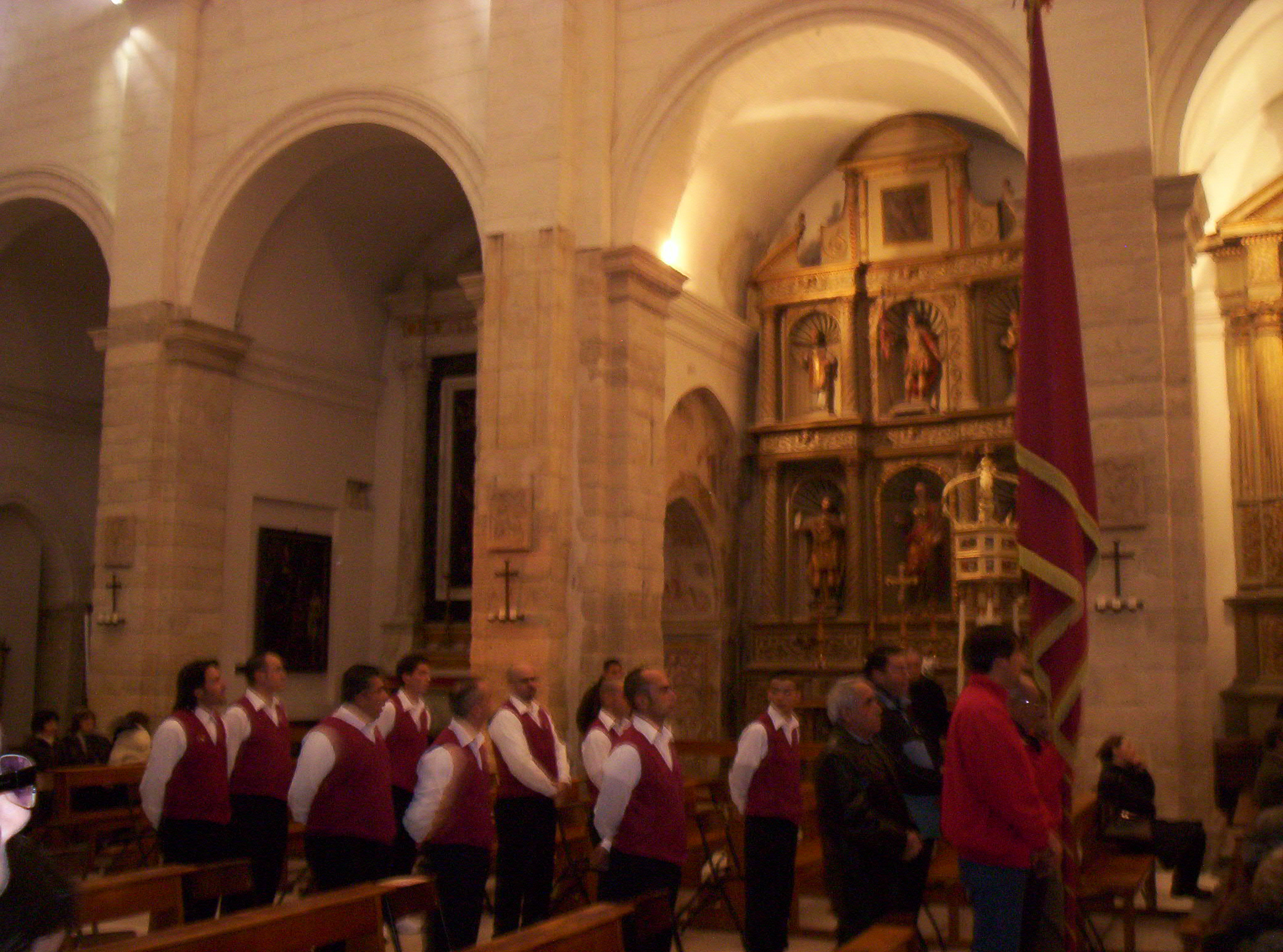
Alcuni gremianti portatori dei fabbri, durante la festa di Sant'Eligio nella cattedrale di Sassari. Davanti a loro in giubba rossa dei componenti del gremio gemellato di Alghero con la loro bandiera.
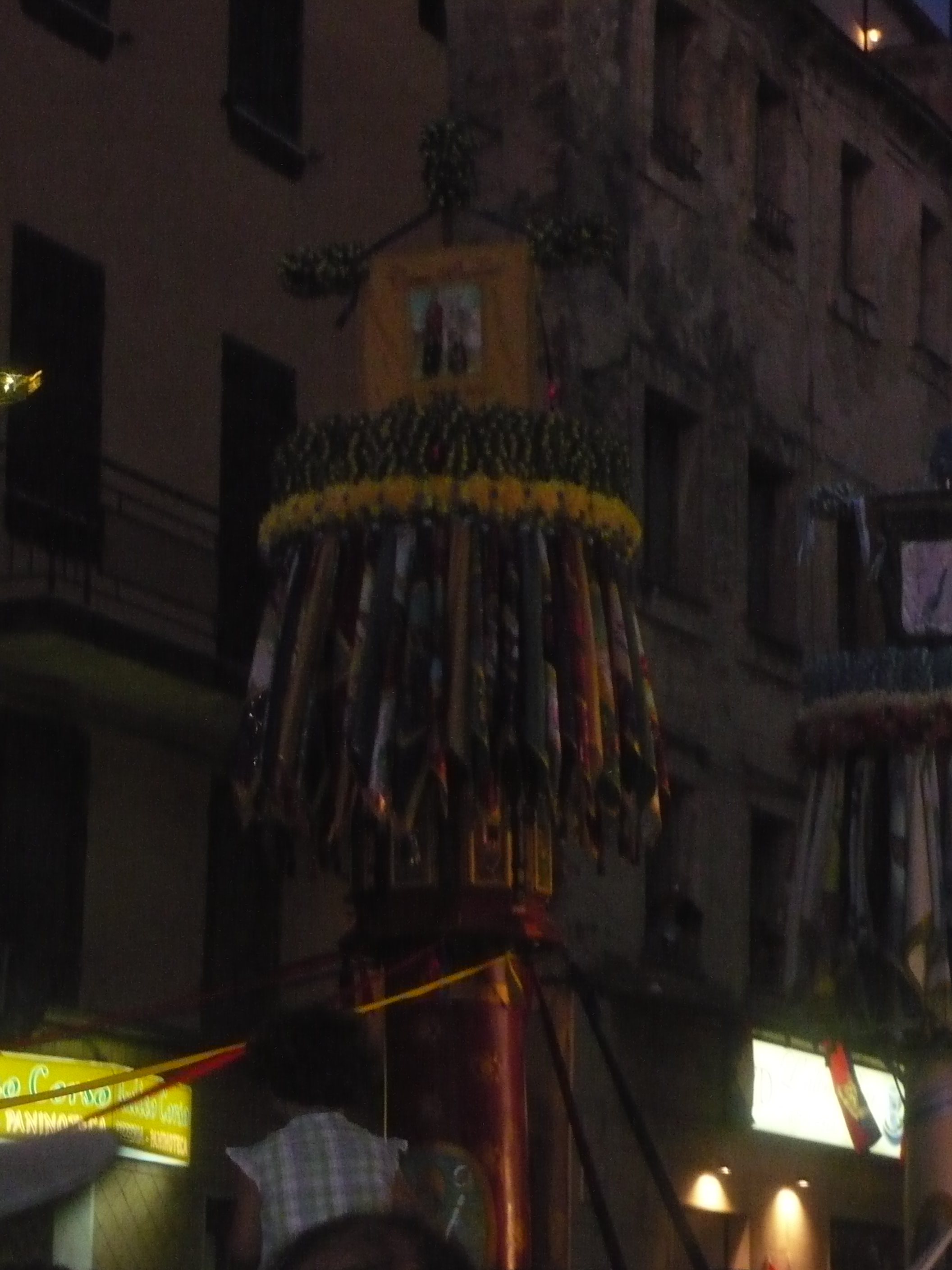
corona addobbata della faradda del 2009
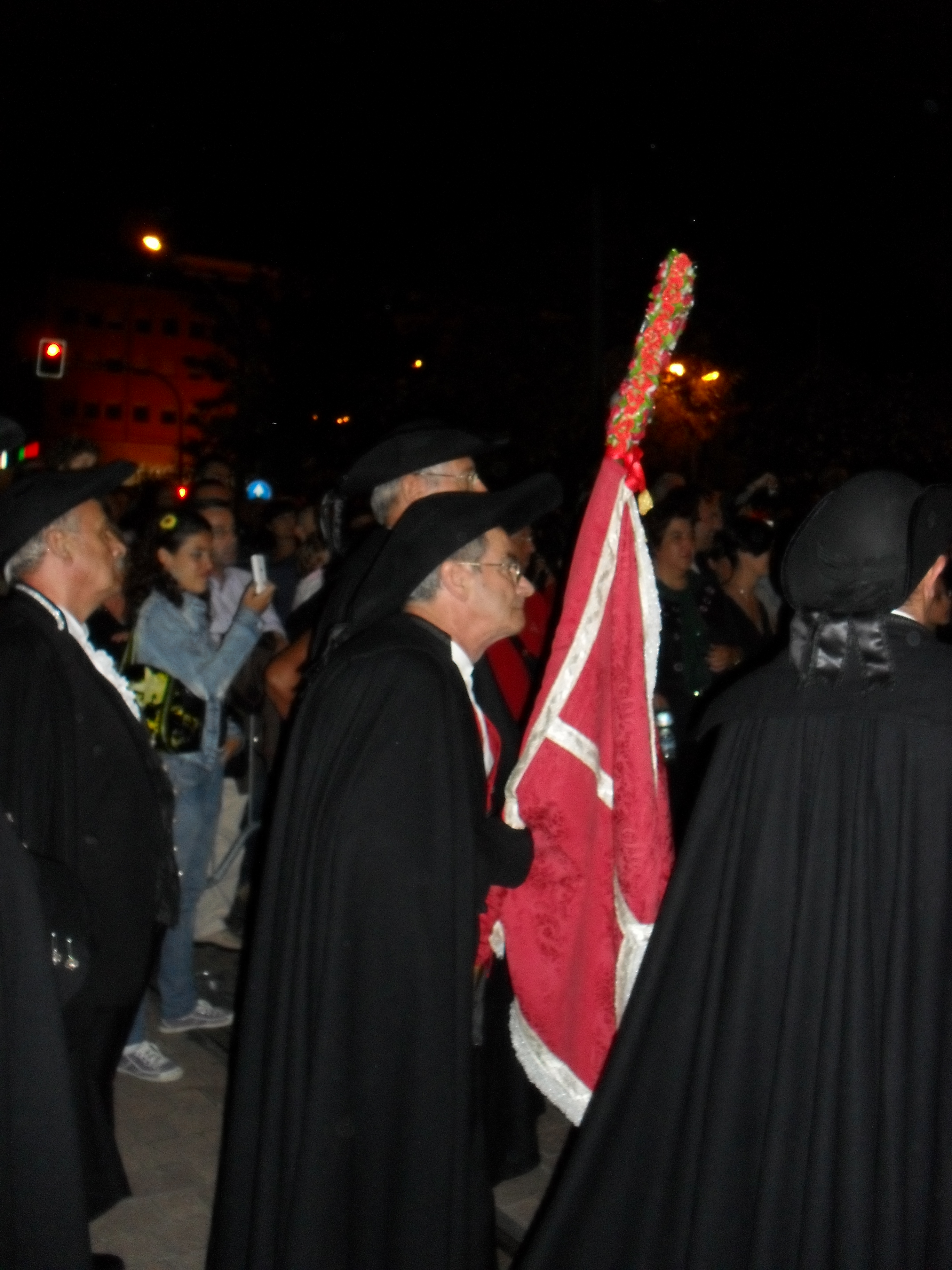
bandiera piccola portata da gremianti in costume alla faradda 2010